# Ґолиці (Західнопоморське воєводство)
Ґолиці (пол. Golice, нім. Grüneberg) — село в Польщі, у гміні Цединя Грифінського повіту Західнопоморського воєводства.
Населення — 131 особа (2011).
У 1975-1998 роках село належало до Щецинського воєводства.

## Демографія
Демографічна структура станом на 31 березня 2011 року:
|          | Загалом | Допрацездатний вік | Працездатний вік | Постпрацездатний вік |
| -------- | ------- | ------------------ | ---------------- | -------------------- |
| Чоловіки | 56      | 7                  | 43               | 6                    |
| Жінки    | 75      | 24                 | 36               | 15                   |
| Разом    | 131     | 31                 | 79               | 21                   |